# 李嘉耀
李嘉耀（Lee Ka Yiu，1992年4月10日－），生於香港粉嶺，香港足球運動員，司職進攻中場，現時效力香港超級聯賽球隊冠忠南區。

## 早年生活
李嘉耀生於香港粉嶺，自小樂趣便是隨哥哥到大元邨平台踢足球，直到在8歲時他於大埔五人場看哥哥訓練，怎知道教練見他和另一位同齡小朋友坐在場邊，便問他們有無興趣學踢足球，就這樣他獲場邊教練邀請下，接觸正規訓練及開始接觸足球，幾年後，由於那時還未有北區隊，所以住在粉嶺的李嘉耀都到大埔參加麥當奴青訓計劃，更認識恩師李志堅並代表大埔區隊，與黃威等現任隊友一起成長及出戰全港賽事。

## 球會生涯
於2008年，李嘉耀加盟地區球會深水埗，到2010年為球會於乙組聯賽上陣16場並取得4個入球，到2011年9月代表深水埗，首度出戰對公民的甲組聯賽，而該場比賽李嘉耀不停扭過對手攻門，賽後獲網民稱讚他是「新山度士」，惟效力深水埗期間，李嘉耀發現自己左膝臏骨天生骨裂，需要鍛鍊下肢力量補救。
到2012年9月，李嘉耀轉會甲組球會橫濱FC香港（後改稱YFC澳滌），並在9月9日以3–2擊敗和富大埔的聯賽取得奠勝入球，期間他於2013年6月16日與隊友歐陽耀沖和黃威及梁冠聰，遠赴日本宗主球會FC橫濱跟隨操練一個月。
到2015年7月，李嘉耀隨恩師李志堅加盟港超聯球會香港飛馬，並在9月20日以3–0大勝夢想駿其的聯賽，取得加盟後的首個入球，而季尾，他更協助球會四日內連奪足總盃及菁英盃冠軍。
球季完結後，李嘉耀再追隨恩師李志堅重返母會和富大埔，擔任球隊陣中3-5-2陣式的右翼衛，於主場迎戰前球會香港飛馬的聯賽取得加盟後的首個入球，協助大埔以5–1勝出，於2017年5月3日正選上陣，為和富大埔奪得當屆的菁英盃冠軍，惟李嘉耀於隨後的聯賽煞科日觸傷十字韌帶需接受手術，直到他經歷7個多月後終於傷瘉復出，在2018年1月21日獲球會列入聯賽對夢想FC的後備名單，而他於落後1–2時在64分鐘後備入替並且在大埔扳平2–2後，於77分鐘接應傳中球撞射破網，協助大埔以3–2反勝，其後，他在2月4日對冠忠南區的復出後第二場聯賽，在82分鐘後備入替，並再在87分鐘撞入奠勝的入球，協助大埔以1–0勝出。
2019/20球季，李嘉耀隨李志堅教練加盟港超聯球隊東方龍獅。到2022年7月，李嘉耀約滿離隊。
2022/23球季，李嘉耀加盟港超聯球隊冠忠南區。首個球季便協助球會贏得菁英盃冠軍。

## 國際賽生涯
2015年3月28日，李嘉耀首度入選香港主場迎戰關島的國際友誼賽，他在下半場74分鐘後備入替鞠盈智，協助香港以1–0勝出。2015年6月11日，香港主場對不丹的2018年世界盃亞洲區外圍賽後備登場27分鐘，首次於正式國際賽亮相，亦是少數有份上陣的「90後」新星，最終助香港以7–0勝出。

## 家庭生活
李嘉耀家住粉嶺，中學又在該區的聖芳濟各書院讀書，小時候與家人和祖母住在大元邨，他的哥哥都是在這裏出生，後來搬到粉嶺後李嘉耀才出世，不過每逢假日他們都會回到大元邨探望祖母。

## 國際賽事紀錄
- 僅列出國際A級比賽

| 上陣次數 | 時間           | 地點                  | 對手   | 比數 | 賽事性質             | 入球 (累計) |
| -------- | -------------- | --------------------- | ------ | ---- | -------------------- | ----------- |
| 1        | 2012年8月15日  | 新加坡 裕廊西體育中心 | 新加坡 | 0–2  | 國際友誼賽           | 0 (0)       |
| 2        | 2015年3月28日  | 香港 旺角大球場       | 關島   | 1–0  | 國際友誼賽           | 0 (0)       |
| 3        | 2015年6月11日  | 香港 旺角大球場       | 不丹   | 7–0  | 2018年世界盃外圍賽   | 0 (0)       |
| 4        | 2015年10月13日 | 不丹 不丹體育場       | 不丹   | 1–0  | 2018年世界盃外圍賽   | 0 (0)       |
| 5        | 2017年3月23日  | 約旦 安曼國際體育場   | 约旦   | 0–4  | 國際友誼賽           | 0 (0)       |
| 6        | 2018年10月11日 | 香港 旺角大球場       | 泰國   | 0–1  | 國際友誼賽           | 0 (0)       |
| 7        | 2018年11月13日 | 臺灣 臺北田徑場       |        | 0–0  | 東亞足球錦標賽第二圈 | 0 (0)       |

## 榮譽
香港飛馬
- 香港足總盃冠軍（2015–16季度）
- 香港菁英盃冠軍（2015–16季度）

和富大埔
- 香港菁英盃冠軍（2016–17季度）
- 香港超級聯賽冠軍（2018–19季度）

東方龍獅
- 香港高級組銀牌冠軍（2019–20）
- 香港足總盃冠軍（2019–20）
- 香港菁英盃冠軍（2020–21）

冠忠南區
- 香港菁英盃冠軍（2022–23, 2024–25）

香港代表隊
- 省港盃冠軍（2013年）
- 港澳埠際賽冠軍（2012、2013、2014、2015、2016年）

個人
- 學界精英足球賽賽事神射手（2009–10季度）

## 外部連結
- 香港足球總會網頁球員註冊資料 （页面存档备份，存于）